# Islam en Ouzbékistan

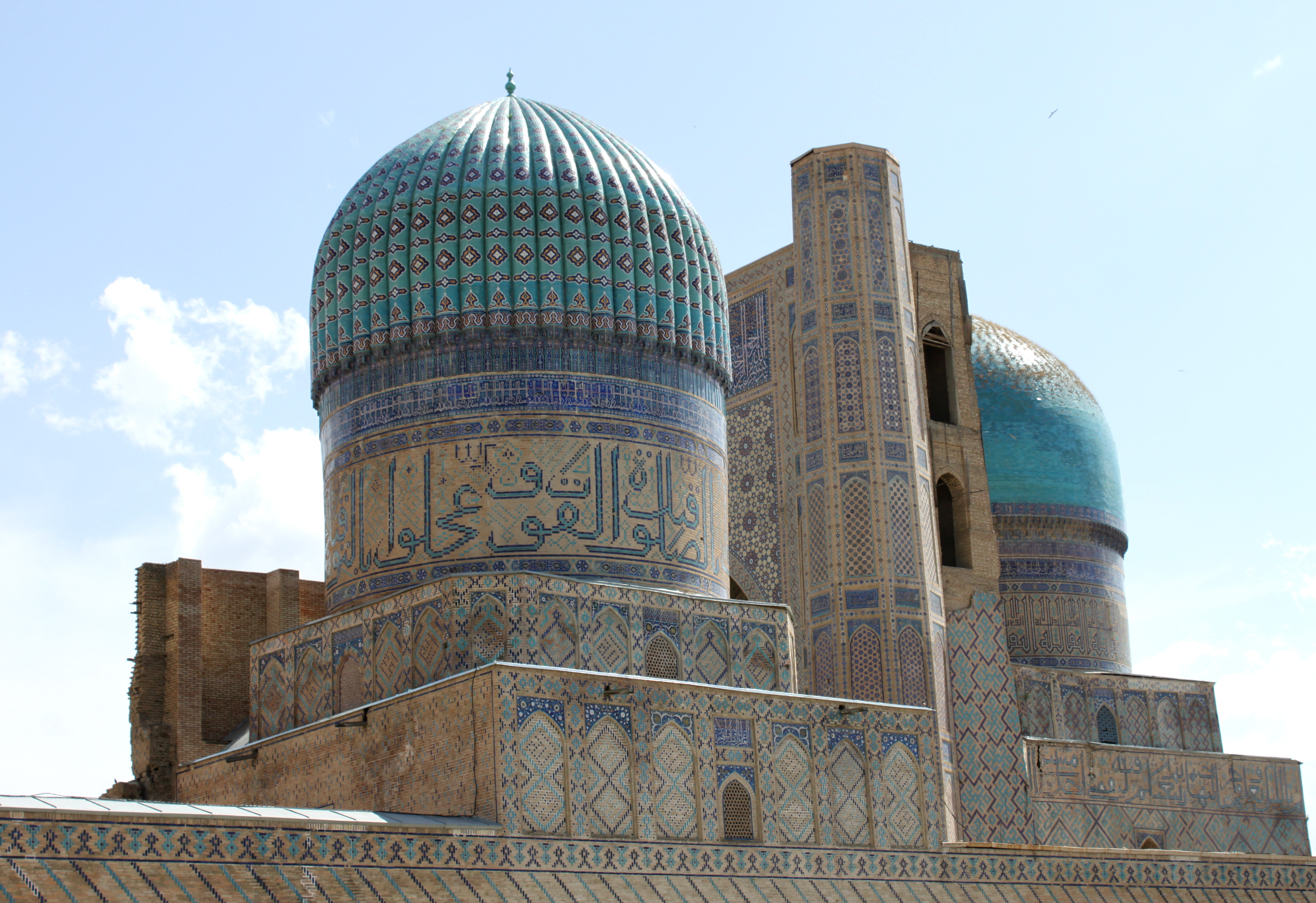
La mosquée Bibi-Khanoum à Samarcande.

L’islam est la religion majoritaire en Ouzbékistan, où elle représente 88 % de la population, alors que les orthodoxes en constituent 9 %. Il est difficile de définir la pratique musulmane en Ouzbékistan à cause des différentes vagues de sécularisation violente dans le pays au cours du XXe siècle, où l'islam a toujours été contrôlé et réprimé. En dépit de la continuité du régime à l'égard de la religion après l'indépendance de l'Ouzbékistan, la fin de l'ère soviétique a vu un retour progressif aux valeurs traditionnelles de l'islam. Aujourd'hui l'islam est contrainte de faire face à un retour du cadarisme depuis 2004.

## Histoire

### L'arrivée de l'islam

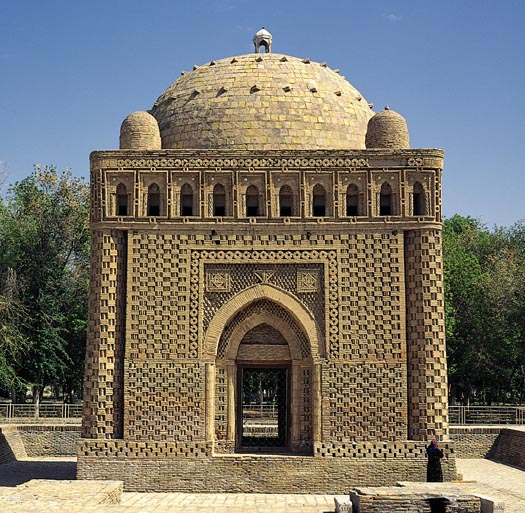
Le mausolée du fondateur de la dynastie des Samanides, à Boukhara.

L'islam est venu dans le territoire de l'actuel Ouzbékistan au VIIIe siècle lorsque les arabes ont conquis l'Asie centrale, à l'époque du calife omeyyade Abd al-Malik. L'islam s'est d'abord imposé dans le Sud du Turkestan, puis s'est graduellement répandu vers le Nord. Il a pris racine dans la région grâce au travail de missionnaires du royaume tadjik samanide, amenant à l'islam plusieurs peuples turcs. Au XVIe siècle, Tamerlan construisit de nombreux édifices religieux, dont la mosquée Bibi-Khanym. Il construisit aussi la splendide tombe de Ahmed Yasavi, un saint soufi qui répandit l'islam parmi les peuples nomades. L'islam s'est répandu en Ouzbékistan également par la conversion d'Özbeg, initié à l'islam par Abdul Hamid, un cheikh de l'ordre soufi Yasavi. Le khan Özbeg imposa l'islam dans la Horde d'or, et encouragea le travail missionnaire en Asie centrale. La présence de l'islam dans la Horde d'Or semble avoir évité les conflits inter-ethniques en son sein, et stabilisé ses institutions.

### Son rayonnement
Parmi les grands érudits de l'islam, l'Ouzbékistan a vu naître l'imam Boukhari, en 810 apr. J.-C. Dans le sunnisme, il est l'un des deux compilateurs de hadiths les plus célèbres, avec Mouslim. Al-Tirmidhi, né en 824, est un autre compilateur de hadiths célèbre qui a vécu dans la région de l'Ouzbékistan. Quant à Abul Mansour al-Maturidi, il fut l'un des pionniers de la jurisprudence islamique. Dans la ville de Samarcande, le monde islamique a connu un grand développement des sciences. Ali Qushji y a développé l'astronomie théorique. Il a participé à l'élaboration des Tables sultaniennes qui sont ensuite passées en Europe et ont sans doute influencé les travaux de Copernic. Cette tradition astronomique, dont témoigne l'observatoire astronomique d'Oulough Bek à Samarcande, se poursuit aujourd'hui encore à Maragha.

### Sous l'ère soviétique
Comme dans toute l'Asie centrale, la propagande soviétique s'est attaquée durement à la religion, notamment à l'islam. Pendant l'ère soviétique, l'Ouzbékistan comptait officiellement 65 mosquées, et environ 3 000 clercs musulmans. C'est à Tachkent qu'était basé le Conseil des Musulmans d'Asie centrale, l'organe officiel de l'islam dans la région. Le grand mufti qui présidait ce conseil rencontrait de nombreuses délégations officielles tous les ans, et un périodique rendait compte de l'actualité de l'islam, intitulé “Musulmans de l'Est soviétique”. Les musulmans qui participaient à ce conseil étaient soigneusement choisis. À côté de cette promotion officielle de l'islam, des tentatives de destruction de la religion avaient aussi lieu, par des campagnes antireligieuses ou des mesures légales contre les mouvements islamiques qui n'étaient pas sous le contrôle de l'État. Par ailleurs, l'État cherchait à russifier la région et ses habitants. De nombreuses mosquées ont été fermées sous Staline, et des musulmans ont été déportés en masse.

## L'islam contemporain
Les premières années d'indépendance de l'Ouzbékistan à partir de 1990 ont vu la résurgence d'un islam modéré. D'après une étude d'opinion mené en 1994, l'intérêt pour l'islam a crû rapidement, mais sa compréhension est restée limitée ou inexacte. Par exemple, environ la moitié des Ouzbèkes ethniques se sont considérés comme des croyants musulmans, mais parmi eux, le nombre de personnes qui connaissent les grands principes de l'islam est très faible. Il a été constaté que l'islam se répandait parmi les jeunes générations, mais elles sont aussi très ignorantes de la foi islamique. Les réponses à l'étude montrent que les sondés attendent de l'islam qu'il soit présent sur le champ politique. Pourtant, l'islam qui s'est développé après l'indépendance est un islam culturel et traditionnel.

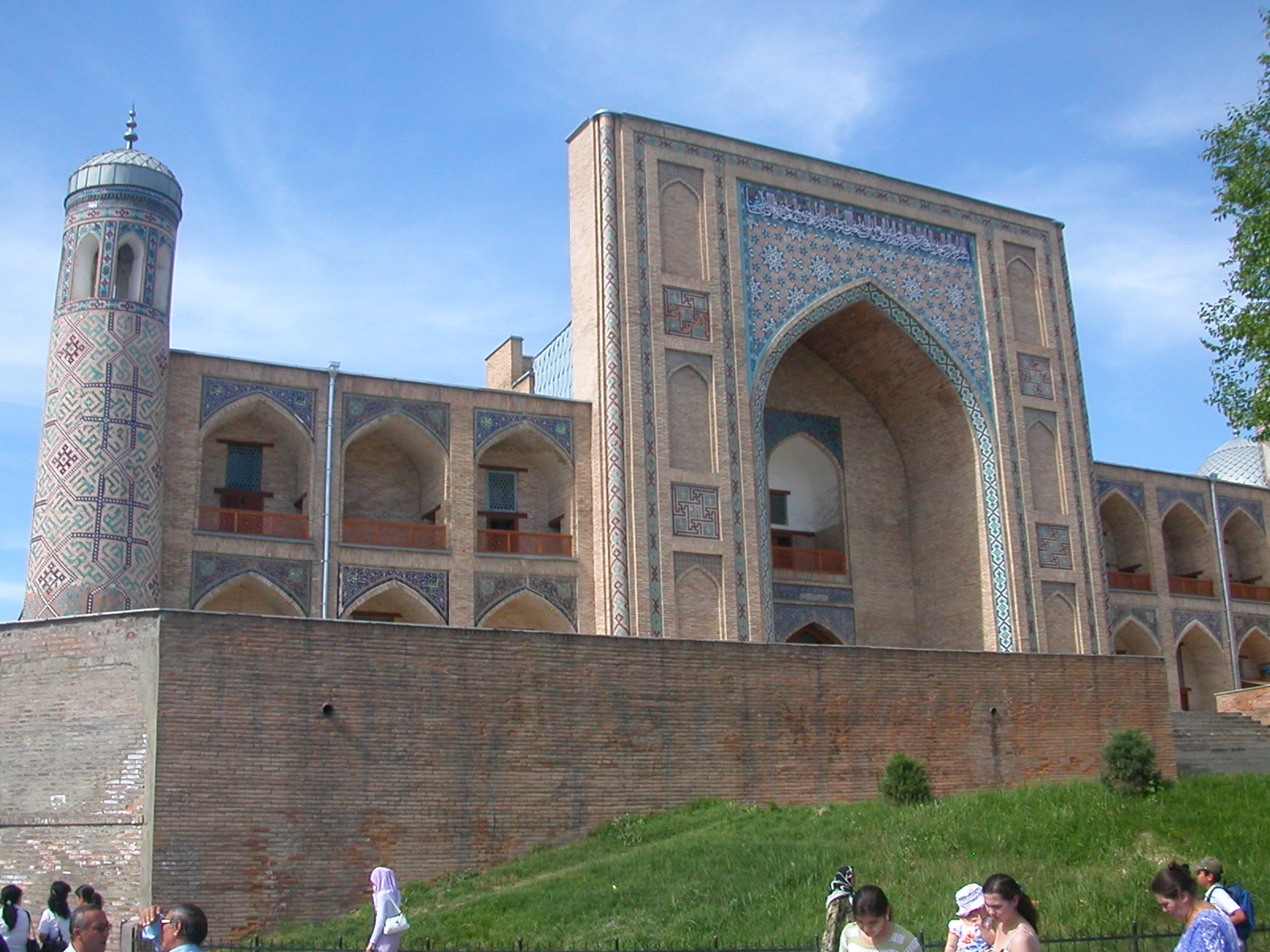
La madrasa de Kukeldach, à Tachkent

Le massacre d'Andijan est survenu en mai 2005. C'était un mouvement de révolte contre le régime qui s'est terminé par la mort de plusieurs centaines de personnes. Le président islam Karimov a accusé des groupes islamistes extrémistes d'en être à l'origine. Ces accusations récurrentes contre l'islam radical nécessitent la force du contrôle étatique face au risque terroriste. Le parti Hizb ut-Tahrir (en arabe : “Parti de la Libération”) a nié toute implication dans cette révolte, mais a apporté son soutien aux victimes, en condamnant aussi les pratiques répressives et la corruption du gouvernement. Le gouvernement ouzbèke lutte contre ce parti, et contre les disciples du Turc Saïd Nursi, dont le mouvement islamique d'Ouzbékistan est le bras armé. Pour ce faire, des mosquées sont fermées ou interdites aux enfants. Les publications islamiques et des prêches des imams sont contrôlés. Aller en pèlerinage à la Mecque nécessite une autorisation spéciale. Depuis les années 2010, il est estimé que dix mille Musulmans purgent de longues peines d'emprisonnement pour tentative de coup d'État à visée théocratique islamique.